# 庙坝镇 (大竹县)
庙坝镇，是中华人民共和国四川省达州市大竹县下辖的一个乡镇级行政单位。2019年12月，撤销牌坊乡、姚市乡，将原牌坊乡和原姚市乡所属行政区域划归庙坝镇管辖。

## 行政区划
庙坝镇下辖以下地区：
街道社区、中桔村、镇福城村、五桂村、跃进村、老场村、黑水村、白槽村、长乐村、白鹤村、花板桥村、寨峰村和华山村。